# Luis Mendo
Luis Mendo (Madrid, 1948) es un compositor, músico y cantante español. Miembro fundador del grupo Suburbano, junto con su inseparable amigo Bernardo Fuster. Coautor de populares canciones como La puerta de Alcalá, además de acompañar en grabaciones y conciertos a artistas como Luis Eduardo Aute, Ana Belén, Pablo Guerrero, Luis Pastor, Joaquín Sabina o Vainica Doble.

## Trayectoria
Se inició como músico autodidacta en grupos como "Malasaña" y acompañando a cantautores como Chicho Sánchez Ferlosio, Hilario Camacho o Elisa Serna. En 1970, a través de su amistad con Las madres del cordero se incorporó al grupo de teatro independiente Tábano, con ocasión de las representaciones de Castañuela 70 en el teatro de la Comedia de Madrid. Permaneció seis años con dicho grupo participando activamente en sus montajes y giras por Europa y América, en lo que según sus propias palabras, fue para él "una escuela de vida... Yo tenía veinte años en el 68, así que puede decirse que soy un genuino hijo del famoso Mayo; pero en realidad creo que es más exacto decir que soy de la generación de Castañuela 70. Y ese es uno de los mejores orgullos de mi vida".
Vecino activo del madrileño barrio de Vallecas, fue allí donde cuajó con Fuster la creación de la banda de folk rock Suburbano, cuya presentación en público ocurrió el 6 de mayo de 1979, en el local del colectivo cultural El Gayo Vallecano, continuador de Tábano. Los padrinos fueron: el productor discográfico y creador del sello «Guimbarda» Manuel Domínguez y el cantautor portugués Fausto; y los compañeros de aventura: Lorenzo Solano, músico de jazz, Rafael Puertas, proveniente de la música clásica y Michel Lacomba. 
Entre las producciones para grandes montajes puede citarse su creación para el Pabellón de los Descubrimientos de la Expo'92. En el plano de gestión laboral y continuando su labor en el SIM (Sindicato Independiente de Músicos) es uno de los vicepresidentes de la AIE (Sociedad de Artistas Intérpretes o Ejecutantes de España).

## Obra musical
De entre su obra musical, tanto en Suburbano como en bandas sonoras de películas y colaboraciones para televisión, se puede destacar:

### ConSuburbano
- Suburbano (1979)
- Fugitivos (1993)
- La puerta de Alcalá (1994)
- De cine (1995)
- París-Tombuctú (1999)
- 20 años y un día (2000)
- Sisa y Suburbano cantan a Vainica Doble (2005)

### Para teatro
Además de todo lo producido para Tábano entre 1970 y 1976, ha musicalizado obras como: Séneca o el beneficio de la duda de Antonio Gala; Geografía y motor de Álvaro del Amo; Maribel y la extraña familia de Miguel Mihura; La tentación vive arriba” (musical español de 2001).

### Para cine
- Makinavaja (1993 y 1994) y de la serie de TV
- Entre rojas (1995)
- La ley de la frontera (1995)
- París-Tombuctú (1999)
- Pata Negra (2000)
- El otro lado de la cama (2002)
- Atlas de geografía humana (2007)

### Para televisión
- Delirios de amor (1989)
- Colegio Mayor (1995)
- Ana y los siete (2002)
- El pasado es mañana (2005)
- Cuéntame como pasó (2010) premio ATV